# Saint-Hilaire-sur-Erre
Saint-Hilaire-sur-Erre – miejscowość i gmina we Francji, w regionie Normandia, w departamencie Orne.
Według danych na rok 1990 gminę zamieszkiwało 460 osób, a gęstość zaludnienia wynosiła 30 osób/km² (wśród 1815 gmin Dolnej Normandii Saint-Hilaire-sur-Erre plasuje się na 471. miejscu pod względem liczby ludności, natomiast pod względem powierzchni na miejscu 224.).